# Abderrahim Moum
Abderrahim Moum, né le 18 septembre 2000, est un haltérophile marocain.

## Carrière
Aux Championnats d'Afrique d'haltérophilie 2021 à Nairobi, Abderrahim Moum est triple médaillé de bronze dans la catégorie des moins de 73 kg.
Il est qualifié pour les Jeux olympiques d'été de 2020 à Tokyo.